# Tom Starke
Tom Starke (* 18. března 1981, Freital, NDR) je německý fotbalový brankář a bývalý mládežnický reprezentant, který působil od roku 2012 v německém klubu Bayern Mnichov.

## Klubová kariéra
Krátce hostoval v severoněmeckém klubu Hamburger SV.

### Bayern Mnichov
V létě 2012 Toma získal z Hoffenheimu německý velkoklub Bayern Mnichov. Zde podepsal tříletý kontrakt. Poprvé chytal 31. října 2012 v zápase DFB-Pokalu proti 1. FC Kaiserslautern a byla to úspěšná premiéra. Gól nepustil a Bayern zvítězil 4:0. Bundesligový debut přišel 3. března 2013 proti jeho bývalému klubu TSG 1899 Hoffenheim. Opět nedostal gól a Bayern zvítězil venku 1:0. Ve svém druhém ligovém utkání proti 1. FC Norimberk vychytal výhru 4:0 a navíc zabránil gólu z pokutového kopu, který neproměnil belgický fotbalový legionář Timmy Simons. Starke jeho pokus vyrazil netradičně hlavou.
S klubem slavil v sezóně 2012/13 zisk ligového titulu již 6 kol před koncem soutěže, ve 28. kole německé Bundesligy a především triumf v Lize mistrů 2012/13.

## Reprezentace
Tom Starke působil v letech 2002–2004 v mládežnické reprezentaci Německa do 21 let.